# Березин, Евгений Васильевич
Евгений Васильевич Березин (1833—1886) — капитан 1-го ранга Российского императорского флота, педагог, гидрограф; начальник гидрографической экспедиции Балтийского моря.

## Биография
Родился 13 (25) января 1833 года в семье священника и законоучителя Морского корпуса В. Ф. Березина.
В 1851 году окончил Ларинскую гимназию. Затем учился на камеральном отделении юридического факультета Императорского Санкт-Петербургского университета, который окончил со степенью кандидата в то время, когда Россия вынуждена была вести войну и 31 мая 1854 года поступил на военную службу юнкером в Балтийский флот; находился на корабле «Императрица Александра» при обороне Кронштадта от нападения англо-французского флота; 6 декабря 1854 года произведён в мичманы. В 1855 году находился на загородной батарее Кронштадта.

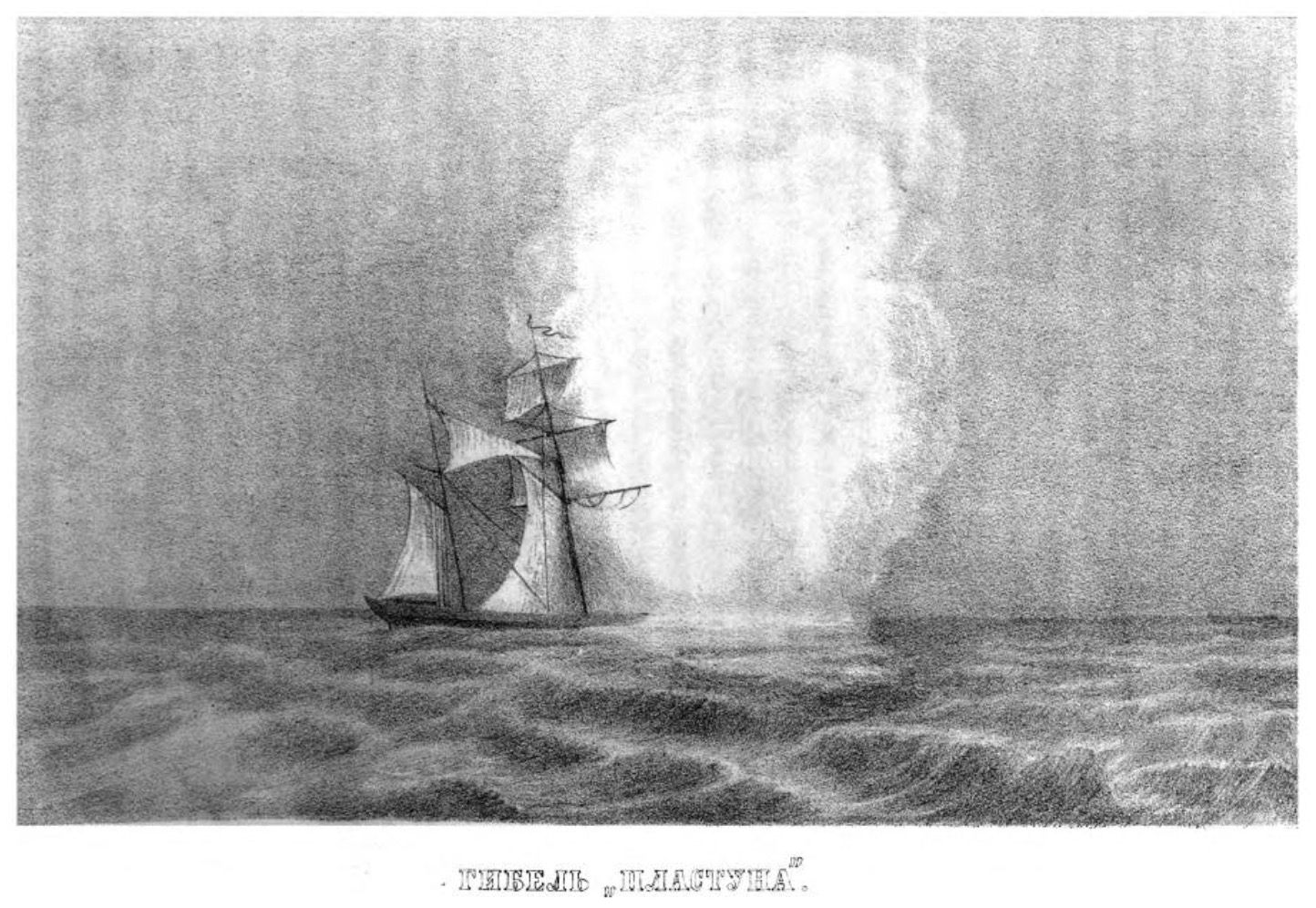
Гибель корвета «Пластун»
18 августа 1860 года
(рисунок А. В. Вышеславцева, 1867.)

После окончания войны, в 1857—1860 годах совершил кругосветное плавание в составе 1-го Амурского отряда винтовых судов на корвете «Воевода», а также клипере «Пластун» и корвете «Новик». В этом путешествии он едва не погиб, когда на клипере «Пластун» взорвался пороховой погреб и корабль затонул в течение 2-х минут (погибли 75 членов экипажа, 35 человек спаслись). По возвращении, 17 октября 1860 года Березин за отличие был произведён в лейтенанты.
В 1861 году совершил переход из Архангельска в Кронштадт на фрегате «Пересвет». С 1862 по 1871 год последовательно командовал винтовыми лодками «Лук», «Марево» и «Прибой», на которых совершал плавания по финляндским шхерам с воспитанниками Морского училища. В 1865 году был награждён орденами Святого Станислава 3-й степени и Святой Анны 3-й степени.
С 22 сентября 1866 года был прикомандирован к Морскому училищу, а 9 августа 1868 года зачислен в штат училища преподавателем военно-морской истории и морской тактики; 20 апреля 1869 года награждён орденом Святого Станислава 2-й степени, а 5 января 1870 года произведён за отличие в капитан-лейтенанты.
В 1873 году он совершал плавания по Балтийскому морю на фрегате «Петропавловск» и 11 мая 1874 года был назначен начальником отдельной съёмки по обследованию фарватеров в финляндских шхерах, с зачислением по флоту, в качестве которого в последующие годы находился при гидрографических работах в финляндских шхерах и Балтийском море, имея под командой винтовые лодки «Толчея», «Молния», «Ёрш», «Снег» и «Туча».
В 1877 году Березин награждён орденом Святой Анны 2-й степени, 1 января 1878 года произведён в капитаны 2-го ранга, а в 1880 году награждён подарком по чину и орденом Святого Владимира 4-й степени с бантом за выслугу 25 лет в офицерских чинах; 30 августа 1882 года за отличие произведён в капитаны 1-го ранга, и 13 декабря того же года назначен начальником гидрографической экспедиции Балтийского моря.
В 1884 году он был прикомандирован к особому отделению Учёного комитета Министерства народного просвещения по техническому и профессиональному образованию для составления проекта общего плана промышленного образования в Российской империи. Неоднократно назначался экспертом от Морского министерства в коммерческий суд по делам о столкновениях военных судов с коммерческими.
Последние два года жизни Е. В. Березин читал в Николаевской академии Генерального штаба лекции «О стратегическом значении прибрежий Финского залива и Балтийского моря» и «Об организации морских вооруженных сил».
Умер 16 (28) ноября 1886 года.
Русский биографический словарь отмечал:

При солидной научной подготовке и служебной практике, Березин пользовался в среде моряков весьма почетною известностью, как талантливый морской писатель, опытный преподаватель морских наук и деятельный исследователь финских шхер. На него часто были возлагаемы поручения, требовавшие отличного знания морского дела, как, например, экспертиза в коммерческом суде по делам о столкновениях военных судов с коммерческими, или двукратное участие в качестве представителя морского министерства при полевых поездках офицеров генерального штаба по виленскому военному округу и по Финляндии, или, наконец, в трудах особого отделения ученого комитета министерства народного просвещения по техническому и профессиональному образованию, при составлении проекта общего плана промышленного образования в России. Эти труды неоднократно удостаивались Высочайшей благодарности. Ни один из вопросов, касавшихся морского дела, не проходил для Березина незамеченным, о чем свидетельствуют многочисленные статьи его, рассыпанные по разным периодическим изданиям; наконец, лекции и беседы, неоднократно читанные им в морских обществах и собраниях, всегда обращали на себя внимание обширностью разработки предмета и талантливостью изложения.

## Семья
Был женат на Александре Викторовне Карамышевой(?). У них родились: 26 октября 1866 — Дмитрий, 27 июня 1868 — Василий, 19 марта 1874 — Евгений, 31 марта 1877 — Владимир, 18 января 1882 — Валентина.

## Память
В честь Е. В. Березина названа банка Березина (Балтийское море, Рижский залив, банка открыта в 1885 году, название присвоено в 1886 году).